# Wget
GNU Wget je počítačový program, který slouží jako jednoduchý a výkonný stahovač souborů. Implementuje přenos souborů přes protokoly HTTP, HTTPS a FTP. Jeho jméno vzniklo ze složeniny World Wide Web a get.
Podporuje rekurzivní stahování, konverzi linků pro offline prohlížení html, stahování přes proxy a další. Byl vytvořen v roce 1996, díky licenci GNU GPL je součástí téměř všech hlavních distribucích linuxu mnoha unixových systémů.
Wget může být nainstalován na jakémkoli Unix-like systému a byl portován na mnoho prostředí včetně Mac OS X, Microsoft Windows a OpenVMS.
Existují i grafické nadstavby např. Gwget pro GNOME Desktop.

## Funkce

### Navázání stahování
Wget byl navržen pro stahování přes pomalé a nestabilní síťové spojení. V případě že soubor není kompletně stažen, program se automaticky pokusí navázat na místo, kde bylo spojení přerušeno. Díky tomu byl také jedním z prvních download managerů, který implementoval podporu navázání stahování z protokolu HTTP.

### Rekurzivní stahování
Wget může zpracovávat odkazy ze stažených webových stránek a ty dále sledovat. Tuto proceduru rekurzivně opakuje, dokud nejsou všechny stránky staženy nebo není dosaženo maximální nastavené rekurze. Stažené stránky mohou být ukládány do stejné struktury jako byly na serveru, díky tomu je lze později použit např. pro úplné zrcadlení webů. Odkazy ve stažených stránkách mohou být přizpůsobeny pro lokální prohlížení.
V případě rekurzivního stahování přes HTTP nebo FTP Wget může být nastavený na poslední čas editace vzdálených souborů a díky tomu bude stahovat pouze změněné soubory.

### Portabilita
Wget byl od začátku psán s přihlédnutím k vysoké přenositelnosti s minimální závislostí na knihovnách třetích stran. Díky tomu byl portován na celou řadu systému operačních systémů např. Mac OS X, Microsoft Windows a OpenVMS.

## wget2
Aktuálně je vyvíjen program wget2, který by měl nahradit stávající program
wget. Oproti původní verzi bude mít wget2 řadu vylepšení, především pokud
jde o výkon, díky podpoře následujících protokolů a technologií:
- HTTP/2,
- HTTP komprese,
- paralelní spojení,
- možnost využití If-Modified-Since HTTP hlavičky,
- TCP Fast Open,

a řady dalších.
Hlavním vývojářem wget2 je Tim Rühsen, který je také jedním z hlavních
vývojářů a současných správců původní verze programu wget.

## Autoři
Na programu se podíleli Hrvoje Nikšić, Mauro Tortonesi, Giuseppe Scrivano a mnoho dalších.